# Cueva del Magro
La cueva del Magro es un abrigo con representaciones rupestres localizado en el término municipal de Los Barrios, provincia de Cádiz (España). Pertenece al conjunto de yacimientos rupestres denominado Arte sureño, muy relacionado con el arte rupestre del arco mediterráneo de la península ibérica.
El abrigo, formado por la erosión de roca arenisca, se encuentra situado en el Canuto de los Ñames entre el Tajo de los Príncipes y la Montera del Torero en un entorno con más de un centenar de abrigos. Tiene forma semicircular con un diámetro de 5 metros abierto hacia el este y únicamente en la zona protegida del viento proveniente del mar se han conservado pinturas. Esta cueva ha venido siendo habitada por pastores, carboneros y corcheros hasta tiempos muy recientes. Posee un escalón tallado en la roca que permite su acceso aunque se desconoce la fecha en que fue labrado. 
El arqueólogo alemán Uwe Topper en los años 80 del siglo XX en su descripción de las cuevas de la región ya indicó el mal estado de conservación de las pinturas debido a la acción de los elementos meteorológicos y al hollín acumulado en sus paredes. Cuando Henri Breuil visitó el yacimiento en 1929 reconoció una figura antropomorfa y varios signos sin interpretación. Sin embargo cuando Topper visitó la cueva apenas pudo distinguir puntos agrupados en lo que interpretó como una representación del cielo estrellado.
A unos 30 metros de la cueva se encuentran cuatro tumbas talladas en la roca con orientación sursureste. Por sus dimensiones dos de estas tumbas se corresponderían a adultos y dos a niños.